# Pararhenea grisescens
Pararhenea grisescens är en fjärilsart som beskrevs av Sergius G. Kiriakoff 1979. Pararhenea grisescens ingår i släktet Pararhenea och familjen tandspinnare. Inga underarter finns listade i Catalogue of Life.